# Joseph Wouters
Joseph „Jos“ Wouters (* 21. Februar 1942 in Keerbergen) ist ein ehemaliger belgischer Radrennfahrer und nationaler Meister im Radsport.

## Sportliche Laufbahn
Als Amateur gewann er zwei Etappen der Belgien-Rundfahrt. 1961 siegte er im Rennen Paris–Tours in der Klasse der Unabhängigen. 1961 gewann er auch einen nationalen Titel, als er in der Meisterschaft der Unabhängigen im Straßenrennen vor Joseph Geurts siegte. Dazu kamen Siege in der Belgien-Rundfahrt für Unabhängige, der nationale Meistertitel im Dernyrennen sowie Siege auf Tagesabschnitten in Etappenrennen und einige Kriterien. 1962 gewann er das Rennen Paris–Brüssel und die Ronde van Brabant.
1963 siegte er im Rennen Brabanter Pfeil vor Emile Daems und in der Limburg-Rundfahrt. Er startete in der Tour de France, schied jedoch aus dem Rennen aus.
Nach einigen schweren Stürzen, unter anderem beim Sechstagerennen in Frankfurt am Main, musste er seine Laufbahn – in der er 43 Siege errungen hatte – 1965 frühzeitig beenden.